# Бочкино (городской округ Истра)
Бочкино — деревня в Онуфриевском сельском поселении Истринского района Московской области. Население — 7 чел. (2010), в деревне 2 улицы. С Истрой деревня связана автобусным сообщением (автобус № 26).
Находится в 32 км юго-западнее Истры (по прямой около 25 км), на водоразделе между рекой Малой Истрой и её притоком Негуч, высота над уровнем моря 222 м. Близлежащие деревни — Ульево и Шейно в полукилометре, Ремянники, Загорье и Житянино — в 1,5 км.
В Бочкино с 1898 года действовало земское училище.

## Население
| 2002 | 2006 | 2010 |
| ---- | ---- | ---- |
| 3    | →3   | ↗7   |